# Diola (taal)
Diola is een groep talen in de Casamance (Senegal, Gambia en Guinee-Bissau), vernoemd naar de gelijknamige bevolkingsgroep.